# Лаодіка II
Лаодіка II (дав.-гр. Λαοδίκη, трансліт. Laodíkē; III століття до нашої ери) — дружина Селевка II Каллініка. Відповідно до прямої заяви Полібія, вона була сестрою Андромахи і, отже, тіткою свого чоловіка. Лаодіка II народила від Селевка II Селевка III Керавна та Антіоха III Великого.
Polyaenus Strat. 8.61 має цікаву історію, яка, можливо, не відповідає дійсності, але називаючи Лаодику іншим ім'ям: Міста, він говорить: «Коли Селевк, на ім'я Каллінік, був розбитий галлами при Анкірі в 237 році (від імені Антіоха Гієракса) і потрапив до рук ворога, його дружина Міста відкинула свою царську мантію, вбралася в обшарпану сукню простої рабині і в такому вигляді була продана серед в'язнів. Після того, як її разом з іншими рабами привезли на Родос, вона відкрила свою справжню особистість. Родосці негайно викупили її у покупця, одягли відповідно до її звання і відвели до Антіохії».